# Amazonas (Colômbia)
O Amazonas é um dos trinta e dois departamentos da Colômbia, localizado na parte meridional do país, em grande parte ao sul da Linha do Equador. É o maior departamento da Colômbia em termos de área territorial e seu território se consiste inteiramente pela floresta amazônica. É limitado ao norte pelos departamentos de Caquetá e Vaupés, ao noroeste com o departamento de Putumayo, ao sul e oeste com o Peru e ao leste com o Brasil, pelo estado brasileiro do Amazonas. O Amazonas é ainda, o departamento colombiano que possui as maiores fronteiras internacionais.
A região sul do departamento, em confluência com o rio Putumayo, é chamada de "Trapeze Amazônia", que inclui a área da tríplice fronteira entre Colômbia, Peru e Brasil. O acesso da Colômbia para o rio Amazonas e a capital do departamento, a cidade de Leticia, localizam-se na fronteira do mesmo com o Brasil.

## História
Como um departamento, o Amazonas é um dos mais novos na Colômbia. Até 1991, fazia parte dos chamados "territórios nacionais" do país, uma entidade bastante controversa, mas eliminou a redistribuição territorial da nova Constituição. É, ainda, um dos departamentos colombianos onde mais foi preservada a presença dos povos indígenas da família linguística Arawak.
Entre os primeiros exploradores europeus do território estão Francisco de Orellana, que explorou também o estado brasileiro do Amazonas, e deu o nome à selva. A colonização do espanhol colocou-a sob o controle da província de Popayan, mas a independência das colônias espanholas desencadearam um estado expansionista das novas repúblicas irmãs, especialmente Peru e Brasil. A Colômbia, com sua maioria concentrada na região andina, politicamente, perderia grande parte do território amazônico.
Em 1822 a Amazônia era parte do Departamento de Azuay, que variou de Boyacá para o território do atual Peru durante a existência da Gran Colômbia. Em 1858, pertencia ao Território Caquetá, que fazia parte do estado soberano do Cauca. Na reforma constitucional de 1886, o estado soberano de Cauca tornou-se o Departamento de Cauca. Entre 1920 e 1930, a Colômbia e o Peru legitimam sua fronteira através do Tratado Salomón-Lozano, em que ambas as repúblicas, os territórios entre os rios Caquetá e Napo espalham-se. Entre estes está cedido para a Amazônia colombiana a região onde está Leticia, cidade amazônica fundada por colonos peruanos.
Em 1928, como base para a delimitação da fronteira entre a Colômbia e o Peru, o Comissário da Amazônia  expandiu seu território para o norte, para as partes onde o município de Caquetá é criado. Em 1943, o nome da região é alterado para agência especial do Amazonas, em seguida, em 1951, novamente rebatizado como Administração Nacional do Amazonas. Em 1957, adotou o nome de Comissão Especial da Amazônia, que se alterou em 6 de julho de 1991, passando para Departamento do Amazonas.

## Geografia

### Municípios
1. El Encanto
2. La Chorrera
3. La Pedrera
4. Letícia
5. Mirití-Paraná
6. Puerto Nariño
7. Puerto Santander
8. Tarapacá

### Etnias
Segundo o Censo Nacional de 2018, a composição étnica da população do departamento é a seguinte:
| Cor/Raça           | Porcentagem |
| ------------------ | ----------- |
| Indígenas          | 57,72%      |
| Mestiços e Brancos | 37,47%      |
| Afro-colombianos   | 2,01%       |

### Economia
A economia deste departamento é baseada na extração de madeira, borracha e chicle, caça, pesca, agricultura (milho, banana, arroz e mandioca) e ecoturismo.
Nos últimos anos tornou-se um importante centro turístico nacional e internacional pela exuberância das suas paisagens e sua fauna e flora ricas. Entre os destaques estão: a Ilha dos Macacos, Lagos Tarapoto e Canyon e aldeias indígenas. Também há a extração de ouro, borracha, minerais e madeira, mas a exploração da pesca e da agricultura complementam o movimento econômico na região.